# 31 Comae Berenices
31 Comae Berenices (31 Com / HD 111812 / HR 4883) es una estrella de la constelación de Cabellera de Berenice que se encuentra a 307 años luz de distancia del sistema solar. Su ubicación en el cielo nocturno marca la posición del polo norte galáctico, donde la cantidad de polvo interestelar es menor, lo que permite ver una gran cantidad de objetos del espacio profundo.
31 Comae Berenices es una gigante amarilla de tipo espectral G0IIIp. No demasiado luminosa dentro de las estrellas gigantes —su luminosidad es 82 veces superior a la del Sol—, su radio es 9,7 veces más grande que el radio solar. Su masa, estimada a partir de la teoría de estructura y evolución estelar, es 2,55 veces la masa solar. Con un núcleo inerte de helio, es una estrella en rápida transición hacia la fase de gigante roja, en donde alcanzará una luminosidad casi 1000 veces superior al del Sol. En el diagrama de Hertzsprung-Russell está cruzando la llamada Laguna de Hertzsprung, región en donde apenas se encuentran estrellas.
31 Comae Berenices es una estrella variable cuyo brillo varía entre magnitud +4,87 y +4,97. Clasificada como una variable FK Comae Berenices, recibe la denominación de variable LS Comae Berenices.